# Dragoje Živković
Dragoje Živkovic (Cuce, Crna Gora, 1927. – Cetinje, 1994.), crnogorski povjesničar, doktor znanosti.
Pripadao prvoj generaciji crnogorskih povjesničara koji su identificirali falsifikate velikosrpske historiografije i doprinijeli obnovi nacionalne samospoznaje Crnogoraca. 
Njegovo kapitalno djelo je trotomna Istorija crnogorskoga naroda (naslovi u originalu):
- Istorija crnogorskog naroda, Tom I - Od starog kamenog doba do kraja srednjeg vijeka, 1989.
- Istorija crnogorskog naroda, Tom II - Razdoblje crnogorskog principata/vladikata od početka XVI do sredine XIX vijeka, 1992.
- Istorija crnogorskog naroda, Tom III, 1997. (postumno).

Bio je predsjednik Odbora za obnovu autokefalnosti Crnogorske pravoslavne Crkve.